# Corupția în Yemen
Corupția în Yemen este o problemă extrem de gravă. Yemenul s-a clasat pe locul 176 din 180 de țări în Indicele de percepție a corupției din 2022, fiind cea mai coruptă țară din Peninsula Arabică. Este, de asemenea, cea mai săracă țară din Orientul Mijlociu, „cu o rată excepțional de mare a natalității, rate acute de malnutriție infantilă și rezerve de petrol și apă care se diminuează rapid.” Potrivit Chatham House, în Yemen „corupția, sărăcia și inegalitatea sunt sistemice”, iar, conform Carnegie Endowment for International Peace, activitatea coruptă este „atât de înrădăcinată și răspândită” încât mulți cetățeni se simt neputincioși.
În absența unui „sistem de control și responsabilitate,” corupția este prezentă atât în sectorul public, cât și în cel privat. Potrivit Băncii Mondiale, „rețelele de corupție și patronaj conduc treburile publice ale țării.” Această corupție omniprezentă a dus la un guvern slab și la „blocuri de putere corupte care controlează resursele publice.” Drept consecință a corupției din administrația publică, există un număr mare de așa-ziși lucrători fantomă. Corupția din sectoarele energiei, comunicațiilor, sănătății și educației a condus la furnizarea inadecvată sau absența totală a serviciilor.
Jane Marriott, ambasadorul Marii Britanii în Yemen, a declarat în decembrie 2013 că corupția din Yemen este atât de răspândită încât subminează în mod credibil securitatea și economia națiunii. Ea a subliniat, de asemenea, că o corupție instituționalizată la o asemenea scară descurajează dezvoltarea și inovația.

## Context
La mijlocul anilor 1990, corupția a devenit, se pare, „agresivă” în Yemen. Președinția lui Ali Abdullah Saleh, care a servit din 1990 până în 2012, a fost caracterizată de amestecul de interese guvernamentale, militare și corporative, precum și de nepotism și îmbogățire personală. Membrii clanului Sanhan al lui Saleh și-au stabilit baze de putere în armată, fratele lui Saleh, Mohammed Abdullah Saleh, conducând Forțele de Securitate Centrală (CSF). După moartea lui Mohammed Abdullah Saleh în 2001, fiul său Yahya Mohamed Abdullah Saleh a preluat controlul asupra CSF. Între timp, frații lui Yahya, Tarik și Ammar, au condus Garda Prezidențială și Biroul Național de Securitate (NSB), respectiv. Ajutorul militar din partea SUA și a altor țări occidentale a contribuit la îmbogățirea personală a acestor membri ai familiei Saleh și la consolidarea capacității lor de a acționa ca surse de patronaj.
În 2008, oameni de afaceri apropiați de Ahmed Saleh, fiul președintelui Saleh, au folosit fonduri ale Băncii Mondiale pentru a înființa Shibam Holding Company, un dezvoltator imobiliar susținut de guvern. Această nouă firmă a preluat controlul asupra unei cantități mari de terenuri guvernamentale și, ulterior, asupra Autorității Generale de Investiții (GIA).
Începând din 2004, un alt clan, Houthi, a purtat un război de șase ani împotriva lui Saleh, acuzându-l de corupție și criticându-l din diverse alte motive, inclusiv legăturile sale cu SUA și Arabia Saudită, precum și eșecul său de a sprijini dezvoltarea economică în regiunea lor. Această luptă s-a transformat treptat într-un conflict între Garda Republicană a lui Ahmed Saleh și Divizia Întâi Blindată a lui Ali Mohsin, escaladând în 2009 odată cu o desfășurare de trupe saudite. În 2010, presiunile internaționale au dus la un armistițiu.
De asemenea, în 2010, Carnegie Endowment for International Peace (CEIP) a declarat că Yemenul era expus unui risc sistemic mai mare de a se prăbuși din cauza corupției decât de a fi răsturnat de Al-Qaeda.
Furia tinerilor yemeniți față de „excluderea politică și economică” a condus la o revoltă populară în 2011, crescând riscul unui război civil. Ca răspuns, SUA, Regatul Unit și Arabia Saudită au promovat un transfer de putere care l-a înlăturat pe Ali Abdullah Saleh, dar a lăsat elitele politice practic intacte. Astfel, în 2012, cu puterea elitelor slăbită de „corupția tot mai evidentă”, Saleh a demisionat din funcția de președinte în schimbul unei garanții de imunitate față de urmărirea penală și a promisiunii că poate rămâne în țară.
Această demisie a evitat în mod eficient izbucnirea unui război civil. În locul lui Saleh, președinte a devenit adjunctul său, Abdu Rabbu Mansour Hadi. Predarea negociată a puterii a fost considerată pe scară largă un „succes regional” care putea plasa Yemenul pe „drumul către un viitor sigur și prosper.” Potrivit IRIN News, aceste evenimente au fost văzute ca fiind un progres pentru susținătorii bunei guvernări, care se luptaseră ani de zile să implementeze reforme.
Cu toate acestea, la peste doi ani de la schimbarea puterii, activiștii anticorupție se confruntau încă cu o cultură de corupție profund înrădăcinată, care descurajează onestitatea. Un reprezentant al unei fundații locale pentru drepturile omului a remarcat că un sistem de patronaj a fost desființat, doar pentru a fi înlocuit cu alte sisteme de corupție. Se observa că mita sub regimul Saleh era „mai standardizată” și că prăbușirea autorității centrale a făcut ca grupurile să solicite sume diferite de mită.
Într-un sondaj realizat în rândul yemeniților în 2013, 42% dintre respondenți considerau că nivelul corupției a crescut din 2011. Banca Mondială a confirmat că, până în 2014, nu s-au înregistrat „îmbunătățiri notabile în eforturile anticorupție” din Yemen și că, de fapt, corupția în țară era „încă răspândită și în creștere.”
Când succesorul lui Saleh, Abd Rabbuh Mansour Hadi, a fost răsturnat într-o lovitură de stat în 2015, Saleh a fost acuzat că ar fi jucat un rol în acest eveniment.
Yemenul are performanțe constant slabe în Indicele anual de percepție al corupției realizat de Transparency International. De la introducerea actualei metode de calcul în 2012, Yemenul a scăzut de la cel mai înalt scor al său, de 23 (pe o scară de la 0, „foarte corupt”, la 100, „necorupt”), în 2012, la un scor minim de 14 în 2016 și 2018, iar în 2023 a avut un scor de 16. În clasamentul pe 2023, Yemenul s-a situat pe locul 176 din 180 de țări, unde prima clasată este considerată țara cu cel mai onest sector public. Comparând scorul Yemenului din 2023 (16) cu scorurile globale, cel mai bun scor în 2023 a fost 90 (locul 1), iar cel mai slab scor a fost 11 (locul 180). În comparație cu scorurile regionale, scorul mediu în rândul țărilor din Orientul Mijlociu și Africa de Nord a fost 34. Cel mai înalt scor din regiune a fost 68, iar cel mai scăzut scor a fost 13.

## Guvern

### Nepotism

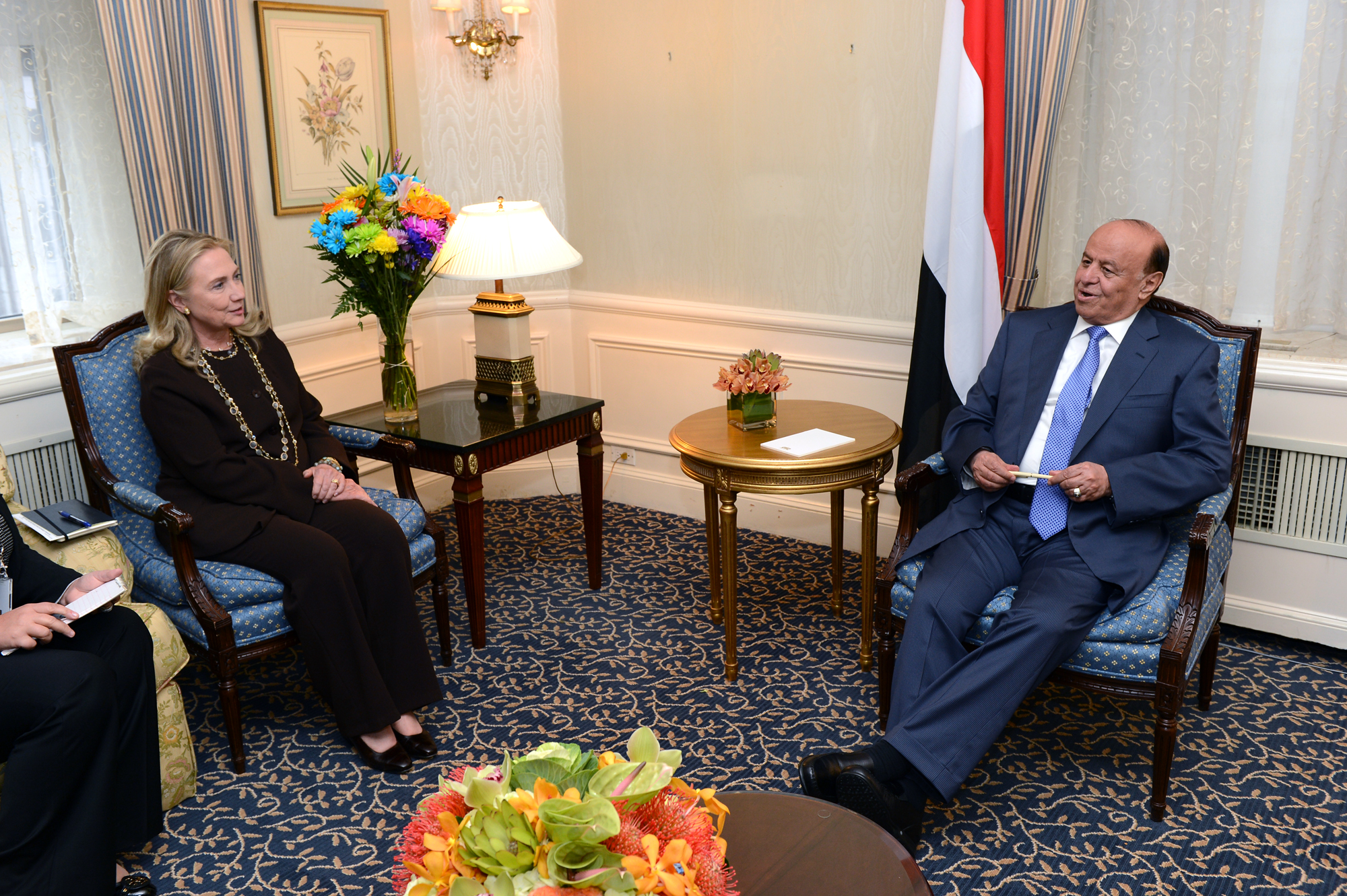
Președintele yemenit Hadi cu secretarul Clinton

Sub conducerea lui Saleh, puterea ar fi fost distribuită către rudele președintelui și membrii clanului său, care au ajuns să domine armata, triburile, guvernul și economia.
Un raport din 2013 susținea că Saleh a utilizat rețeaua sa vastă de patronaj pentru a obține cooperarea între elitele economice, militare și tribale ale țării. Acest sistem funcționa în beneficiul elitelor yemenite, în detrimentul majorității sărace. Raportul menționa că elitele își păstrau rareori averile jefuite în interiorul țării, ceea ce accentua dificultățile populației din Yemen.
Un grup de experți ONU a informat Consiliul de Securitate în februarie 2015 că Saleh ar fi acumulat până la 60 de miliarde de dolari prin corupție pe durata mandatului său. Aceste activități au fost realizate împreună cu prieteni, membri ai familiei și asociați, inclusiv cel puțin cinci oameni de afaceri proeminenți, iar activele furate ar fi fost ascunse în cel puțin 20 de țări cu ajutorul unor asociați și companii de fațadă. O avere de 60 de miliarde de dolari l-ar fi plasat pe Saleh pe locul cinci în topul celor mai bogați oameni din lume.
Astăzi, în ciuda schimbărilor produse, economia Yemenului este criticată pentru faptul că este încă dominată de o elită restrânsă formată din lideri militari, tribali, politici și de afaceri, aproximativ zece familii și grupuri de asociați controlând peste 80% din importurile, industria, procesarea, sistemul bancar, telecomunicațiile și transportul de bunuri din țară. Viitorul Yemenului, conform unui raport din 2013 realizat de Chatham House, va fi determinat „dacă elitele vor rămâne mai preocupate de amenințările reprezentate de facțiunile rivale din cadrul acestora sau vor prioritiza răspunsul la furia populară provocată de eșecul în alocarea resurselor într-un mod mai larg.”
Carnegie Endowment for International Peace (CEIP) a subliniat că un obicei numit wasta (favoritism) asigură faptul că favorurile sau numirile în funcții sunt oferite în mod obișnuit persoanelor care au rude în poziții de putere sau care plătesc suficientă mită oficialilor publici.
Potrivit Programului Alimentar Mondial, „peste 10 milioane de yemeniți – 46% din populație – nu au suficientă mâncare”, o problemă agravată de „comportamentul de îmbogățire personală al elitelor țării, care epuizează resursele Yemenului, trimit profituri câștigate ilegal și netaxate în străinătate și, adesea, se opun activ reformelor structurale necesare.” Nepotismul, conform IRIN News, este frecvent prezent în proiectele de ajutor public, iar prezența sa mai degrabă împiedică decât ajută.

### Frauda electorală
Alegerile din Yemen au fost caracterizate de Freedom House prin „cumpărarea voturilor, partizanatul oficialilor publici și al armatei și exploatarea controlului de stat asupra principalelor platforme media.” Conform Chatham House, o dezbatere națională despre corupție a avut loc în timpul campaniei electorale din 2006, dar aceasta nu a condus la schimbări sistemice. De asemenea, „alegerile parlamentare au fost amânate în mod repetat,” cele din 2009 fiind amânate pentru 2011 și apoi din nou amânate.

### Armata
Potrivit Chatham House, corupția este răspândită în armata yemenită, o situație parțial cauzată de absența aproape totală a controlului civil. În 2013, Indicele Transparency International privind Corupția în Apărare a clasat instituțiile de apărare ale Yemenului printre cele mai corupte din lume. Începând cel puțin din 2010, armata yemenită a fost descrisă ca fiind formată din „o serie de alianțe facționale care semănau mai mult cu o colecție de lideri feudali decât cu o armată modernă gestionată centralizat,” deoarece „Saleh se temea să creeze o armată centralizată capabilă să organizeze o lovitură de stat.”
O entitate „parastatală” numită YECO, care achiziționează echipamente militare și este condusă de ofițeri activi, deține o mare parte din terenuri și „diverse întreprinderi parastatale,” în special în ceea ce a fost sudul Yemenului, potrivit Chatham House. YECO este activă în diverse sectoare, inclusiv imobiliare, turism, construcții, petrol și gaze, produse farmaceutice, transport și agricultură. Armata are permisiunea de a confisca terenuri pentru uz propriu, fie direct, fie prin intermediul YECO. S-a sugerat că aceste terenuri sunt adesea oferite ofițerilor sau vândute dezvoltatorilor pentru profituri private. Atât Saleh, cât și Ali Mohsin aveau „rețele extinse de patronaj în cadrul YECO.”

### Mita și corupția minoră
Mitele au fost caracterizate drept nu doar răspândite, ci „necesare” în Yemen, având în vedere condițiile economice precare care îi obligă pe polițiști și alți funcționari publici să trăiască din salarii care „abia acoperă necesitățile de subzistență.” Potrivit lui Philippe Le Billon de la Universitatea din Columbia Britanică, acest tip de corupție măruntă este adesea singura modalitate prin care funcționarii publici își pot asigura traiul.
În Yemen, o persoană care nu are dreptul la un pașaport poate obține unul în schimbul unei mite. Acest lucru creează dificultăți pentru yemeniții care dețin pașapoarte legitime și care doresc să lucreze în alte țări din Golf. Imposibilitatea de a obține locuri de muncă în străinătate limitează remitențele și, astfel, slăbește economia yemenită.

## Afaceri

### Teren
Procesul de vânzare și înregistrare a terenurilor este descris ca fiind obscur și lipsit de transparență, iar aceste slăbiciuni sistemice creează oportunități pentru corupție pe scară largă.

### Ulei
În timpul erei Saleh, industria petrolului și gazelor naturale era considerată „principala sursă de venituri din export și finanțare guvernamentală.” Saleh aproba personal „toate acordurile majore și contractele de împărțire a producției” cu firmele petroliere străine. Yemen Oil and Gas Corporation, deținută de guvern, „domina importul și distribuția produselor petroliere și delega privilegii de monopol unui operator major, Tawfiq Abdulraheem,” un apropiat al lui Saleh. Corupția din acest sector implica în principal atribuirea contractelor de servicii și a afacerilor de import/export. De asemenea, Saleh aloca produse petroliere subvenționate de stat pe bază de cote către rudele și aliații săi politici, care erau liberi să adauge un adaos substanțial la prețurile interne engros sau să își vândă cotele pe piețele internaționale la prețuri de piață. Totodată, anumitor oameni de afaceri li se permitea să revendice subvenții pentru importuri inexistente de combustibil, pe baza unor documente de import falsificate. Această practică a costat scump trezoreria națională, deși YECO a profitat semnificativ de pe urma ei. Corupția legată de petrol era endemică și în armată, unde ofițerii beneficiau direct de combustibilul alocat unităților lor și foloseau infrastructura militară de transport pentru a-l muta atât în Yemen, cât și pe piețele externe.
În 2010, The Wall Street Journal a raportat că Departamentul de Justiție al SUA investiga Schlumberger, o companie petrolieră, pentru corupție legată de activitățile sale în Yemen. În 2002, Schlumberger licitase pentru un contract cu PEPA, o companie de stat, prin intermediul unui agent local, Zonic Investments, deținut de Tawfiq Saleh Abdullah Saleh, și plătise un „bonus de semnare” de 500.000 de dolari unei filiale offshore a Zonic, pe lângă o sumă suplimentară de 1,38 milioane de dolari către PEPA. De asemenea, doi oficiali PEPA au închiriat mașini către Schlumberger la prețuri artificiale mari, iar Dhakwan Petroleum and Mineral Services, deținută de Ali Mohsin, care importa și exporta echipamente pentru Schlumberger, a primit 280.000 de dolari pentru procesarea documentelor. The Wall Street Journal a notat că atunci când Schlumberger a încercat să încheie colaborarea cu Dhakwan, „a devenit imposibil să mai importe echipamente în Yemen.”
Subvențiile pentru combustibil din Yemen, potrivit FMI, creează oportunități semnificative de corupție. Aceste subvenții sunt profitoare în principal yemeniților bogați, încurajează consumul excesiv și oferă oportunități pentru contrabandă.

### Medicină
Potrivit IRIN News, în spitalele tipice din Yemen, medicii și personalul sunt angajați, conform unui angajat, în principal pe baza conexiunilor cu șeicul local, fără a se ține cont de calificări. Mulți dintre cei angajați sunt fie „lucrători fantomă” – adică persoane inexistente – fie nu se prezintă efectiv la locul de muncă. Cei care nu se prezintă își primesc salariile, în timp ce șeicul colectează salariile pentru „lucrătorii fantomă.” Finanțarea medicală rar ajunge la destinația prevăzută, fiind împărțită între angajați.
Un alt profesionist medical a descris o situație similară într-un spital din Sanaʽa, unde un coleg lucrător umanitar plătea mită zilnic în colaborare cu ofițerul militar responsabil de unitate. Activitatea coruptă din acest spital implica supra-facturarea unei agenții de ajutor. Intervievatul de la IRIN News a ales să nu raporteze corupția, temându-se că acest lucru ar putea descuraja investitorii, ceea ce ar duce la prăbușirea spitalului. Colegii au fost de acord că denunțarea în acest caz ar fi inutilă, având în vedere impunitatea militarului implicat. În plus, profesioniștii medicali riscau să-și piardă locurile de muncă sau să suporte consecințe mai grave pentru sfidarea autorităților.

### Sectorul bancar
Banca centrală a Yemenului a atras o mare parte din capitalul său de la bănci private „prin vânzarea de titluri de stat și obligațiuni pe piața internă la rate generoase ale dobânzii.” Acest lucru a adus presupuse profituri excelente pentru oamenii de afaceri din elită, care dețineau cea mai mare parte a datoriei guvernamentale, dar i-a descurajat pe alți antreprenori să aplice pentru împrumuturi.

## Creșterea economică
Un raport al Băncii Mondiale din decembrie 2014 a subliniat că corupția rămâne o povară economică majoră pentru Yemen. Influența indivizilor puternici care constrâng investitorii să plătească pentru protecție afectează negativ climatul de afaceri al Yemenului, conform raportului, provocând plecarea investitorilor și creând mai puține oportunități de locuri de muncă. De asemenea, această corupție îi face pe oamenii de afaceri yemeniți din străinătate să ezite să investească în propria lor țară.
Un raport din septembrie 2010 despre corupția din Yemen realizat de Carnegie Endowment for International Peace (CEIP) a descris corupția drept principala cauză a stagnării țării. Combaterea corupției, se arată în raport, trebuie să fie centrală pentru stabilizare și dezvoltare. Potrivit CEIP, corupția împiedică extinderea afacerilor mici din cauza abuzurilor arbitrare ale poliției și oficialilor guvernamentali, menținând astfel șomajul ridicat și descurajând investițiile.
Un film documentar din 2010 realizat de Center for International Private Enterprise, Destructive Beast, a evidențiat costurile corupției în ceea ce privește impactul economic și social în Yemen.

### Ajutoare externe
Potrivit IRIN News, „reputația Yemenului pentru corupție” este un factor principal pentru care țara a primit un ajutor limitat. În 2006, un grup din Londra care a acordat Yemenului 4,7 miliarde de dolari în ajutoare a constatat că doar aproximativ 10% din aceste fonduri au trecut de obstacolele corupției și au contribuit efectiv la ajutor.
În 2011, Agenția Norvegiană pentru Cooperare în Dezvoltare (NORAD) a constatat că eforturile curente de reducere a corupției în ajutoarele externe pentru Yemen se bazează prea mult pe procese internaționale „tehnico-legale” care nu au suficient sprijin local. În plus, abordările anticorupție actuale tind să fie axate pe cadrul juridic, ceea ce are un impact limitat asupra grupurilor locale care operează în afara statului de drept.

## Activități anticorupție
Conform Băncii Mondiale, organismele de reglementare care monitorizează corupția în Yemen sunt slabe. Parlamentul, în loc să acționeze împotriva corupției, este considerat că a acționat ca un facilitator al opacității guvernamentale, deoarece susține constant guvernul. Totuși, unele dintre legile pe care Yemen le-a adoptat au fost considerate „un început bun.”
Totuși, Autoritatea Națională Supremă pentru Combaterea Corupției (SNACC) „nu a... realizat pe deplin” rolul său oficial desemnat. Autoritățile au încetinit procedurile sale de investigare sau au împiedicat referirea cazurilor către autoritățile care ar trebui să ia măsuri în aceste privințe. De asemenea, sistemul juridic nu dispune de un cadru pentru cazuri speciale. Dintre cele 2400 de plângeri de corupție depuse între 2007 și 2014, doar 71 au fost judecate în instanță. În 2013, 100 de cazuri de corupție au fost trimise către SNACC pentru urmărire penală, dar până la sfârșitul acelui an nu au fost pronunțate sentințe.
În 2013, președintele Hadi a demis mai mulți oficiali de rang înalt pentru corupție. De asemenea, Organizația Centrală pentru Control și Audit a urmărit penal oficialii corupți și a recuperat fonduri deturnate. Freedom House a recunoscut guvernul Yemenului pentru încercările sale de a lupta împotriva corupției, dar a subliniat și faptul că țara nu are legi care să protejeze angajații guvernamentali care raportează corupția și că instituțiile responsabile de audit și investigații nu sunt independente de ramura executivă.
Raportul Global de Corupție din 2005 al Transparency International a remarcat că donatorii din Yemen rareori denunță corupția de teamă că vor suferi represalii motivate politic.
O campanie a capitolului Transparency International din Yemen (YTTI) s-a concentrat pe corupția din sectorul de securitate, în special pe mită și extorcare practicate de polițiști și soldați. În 2012, poliția a fost acuzată că a amenințat violent membri ai YTTI și poate chiar a recurs la forță. De asemenea, coordonatorul proiectului grupului a fost împușcat de un necunoscut după ce a susținut un discurs despre corupție, fiind grav rănit.
Departamentul pentru Dezvoltare Internațională al Regatului Unit (DFID) a sprijinit yemeniții care cer mai multă responsabilitate și transparență guvernamentală. În 2013, ministrul britanic de stat pentru dezvoltare internațională, Alan Duncan, a spus jurnaliștilor că Yemenul are nevoie de o conducere mai bună în combaterea corupției la toate nivelurile.
Departamentul de Stat al SUA și-a exprimat îngrijorarea cu privire la lipsa legilor care să protejeze angajații guvernamentali din Yemen care raportează corupția. Potrivit raportului Departamentului din 2013 despre Drepturile Omului în Yemen, ONG-urile au raportat mai multe cazuri de represalii împotriva angajaților care au raportat corupția. Același raport descria cum Ministerul Afacerilor Sociale și al Muncii din Yemen a ridicat bariere pentru grupurile care lucrează în domeniul drepturilor omului, în timp ce grupurile care nu aveau legătură cu acest domeniu au întâmpinat puține dificultăți.

### Dialogul Național
Hamid al-Ahmar, fiul șeicului Abdullah, a sponsorizat Conferința Națională pentru Dialog (NDC), un „exercițiu de consultare la nivel de bază”, început în 2009. Scopul acesteia era „să elaboreze un 'plan de salvare' național pentru Yemen.” În același timp, activiștii din societatea civilă au adoptat o „poziție mai agresivă, organizând sit-uri regulate în fața clădirii parlamentului.” Unul dintre acești activiști, Tawakkul Karman, a împărțit Premiul Nobel pentru Pace în 2011. Conferința, care a reunit „o gamă largă de participanți,” a permis oamenilor să-și „exprime nemulțumirile public,” dar nu le-a permis să „provoace semnificativ rețelele informale de putere care au dovedit o remarcabilă reziliență în fața schimbărilor în trecut.” Participanții la NDC au recunoscut că averea națională a fost jefuită de o elită privilegiată. Grupul de Lucru pentru Bunele Guvernanțe, care avea sarcina de a dezvolta o abordare pentru combaterea corupției, a cerut o lege care să protejeze jurnaliștii, avertizorii de integritate și martorii.